# Among Us
Among Us (с англ. — «Среди нас») — многопользовательская компьютерная игра, разработанная американской игровой студией Innersloth и выпущенная для устройств под управлением iOS и Android 15 июня 2018 года, а затем для компьютеров Windows 16 ноября 2018 года. Ввиду резкого всплеска популярности, в декабре 2020 года игра стала доступна на консолях Nintendo Switch, а в декабре 2021 — на PlayStation 4, PlayStation 5, Xbox One и Xbox Series X/S. Отдельная VR-версия игры, Among Us VR, вышла 10 ноября 2022 года.
Игра была вдохновлена командной ролевой игрой с детективным сюжетом «Мафия», а также научно-фантастическим фильмом ужасов «Нечто». В классическом режиме игроки случайным образом разделяются на две команды: члены экипажа космического корабля и скрытые среди них предатели. Члены экипажа не знают, кто из их товарищей предатель, и могут голосованием «изгнать» любого персонажа, пытаясь выявить предателей во время экстренных собраний. Члены экипажа выигрывают, если им удастся избавиться от предателей или хотя бы довести до завершения все предложенные экипажу задания в виде мини-игр; предатели же выигрывают, если им удастся, не попадаясь, скрытно убить достаточное количество членов экипажа либо довести до завершения крупную диверсию (саботаж) — например, взорвать реактор или прекратить подачу кислорода. В 2022 году был добавлен новый режим — «прятки». Вместо того, чтобы вычислять предателя, игроки в начале раунда узнают его личность, и прячутся от него по ходу игры, попутно всё так же выполняя задания. На выбор доступно 5 локаций — это The Skeld, MIRA HQ, Polus, The Airship, The Fungle.
Хотя игра вышла в 2018 году, свою популярность она получила лишь в середине 2020 года благодаря контенту по ней на стриминговой платформе Twitch и видеохостинге YouTube в условиях коронавирусной самоизоляции. В ноябре 2020 года количество игроков по всему миру составляло около 500 миллионов. Игра получила положительные отзывы от критиков, которые оценили игровой процесс, а также сеттинг, однако некоторые отмечали технические неисправности и проблему читерства. Among Us также получила несколько престижных наград. В ответ на популярность оригинальной игры в августе 2020 года был анонсирован сиквел — Among Us 2, однако запланированное продолжение было отменено уже через месяц. Команда заявила, что сконцентрировала своё внимание на развитии оригинальной игры. На тему Among Us появилось большое количество фанатского творчества и интернет-мемов.

## Игровой процесс
Among Us — многопользовательская онлайн-игра для 4—15 игроков в одном раунде. По состоянию на 2023 год для раундов доступны пять карт: космический корабль The Skeld, офисное здание MIRA HQ, исследовательская база Polus, The Airship, сеттинг из игры The Henry Stickmin Collection, и дикий остров The Fungle. Игроки могут присоединиться как к общедоступным лобби (серверам), так и к частным. Перед каждой игрой администратор лобби может изменять различные параметры игрового процесса, такие как скорость передвижения игроков, максимальное количество экстренных собраний, временной промежуток между убийствами, время на голосование. Игроки могут кастомизировать своих персонажей, используя такие аксессуары, как шляпы, очки и питомцы, некоторые из них доступны через микротранзакции. Все игроки, за исключением призраков, имеют ограниченную видимость, позволяющую им видеть других игроков только на определённом расстоянии вокруг себя.

### Классический режим
Перед каждым раундом случайным образом выбираются от одного до трёх игроков, которые становятся предателями. Остальные являются членами экипажа. Члены экипажа подразделяются на роли: инженер (может передвигаться по вентиляционным каналам), учёный (может проверять статус других игроков) и одноимённая роль (не имеет каких-либо способностей). Предатель может получить роль оборотня, позволяющую превращаться в других игроков, подставляя их. Члены экипажа могут выиграть одним из двух способов: выполнив все задания или изгнав всех предателей. Предатели также могут выиграть двумя способами: убив, либо изгнав всех членов экипажа, а также путём саботажа критически важных систем (при условии, что члены экипажа вовремя не починят их). В начале игры членам экипажа выдаются задания в различных частях карты. Они представлены в виде мини-игр, таких как починка проводов и загрузка данных. Предателям же выдаются фальшивые задания, выполнять которые они не могут. Вместо этого они могут притворяться, что выполняют задания, чтобы выдать себя за членов экипажа. Предатели, однако, могут организовывать саботажи. Например, отключить свет, что вызовет существенное ограничение видимости игроков. Наиболее эффективными являются критические саботажи, такие как утечка кислорода или расплавление реактора. В случае критических саботажей активируется таймер. Если члены экипажа не справляются с проблемой за отведённое время, то игра автоматически заканчивается в пользу предателей. Предатели могут проникать в вентиляционные каналы, чтобы быстро перемещаться по карте, убивая членов экипажа. Предатели могут быть вычислены с помощью различных систем наблюдения, таких как камеры видеонаблюдения на карте The Skeld, журнал перемещений игроков на MIRA HQ, и индикатор пульса на Polus, который показывает статус всех игроков. Некоторые задания членов экипажа сопровождаются анимацией, которая видна всем остальным игрокам поблизости. К таким относится, например, сканирование в медицинском пункте на The Skeld. Игрок может использовать такие задания, чтобы показать другим, что он не предатель.
Любой живой игрок может созвать собрание, сообщив о найденном трупе или нажав кнопку экстренного собрания. Во время собрания игроки обсуждают — через внутриигровой текстовый чат или внешнее приложение для голосового чата, такое как Discord, — кто, по их мнению, является предателем. Члены экипажа строят предположения, основываясь на имеющихся показаниях свидетелей, в то время как предатели лгут, чтобы скрыть свою личность, либо ложно обвиняют других игроков. Затем начинается голосование: игроки голосуют за того, кого они считают предателем. Игрок, набравший наибольшее число голосов, «изгоняется». Игрок, который был изгнан в ходе голосования или убит предателем, становится призраком. Призраки не могут принимать участие в голосовании и общаться с «живыми» игроками, однако чат для общения с другими призраками им доступен в любое время. Призраки членов экипажа также могут выполнять задания, а призраки предателей — устраивать саботажи. Призрак может получить роль ангела-хранителя. В таком случае он будет способен дать живому игроку временный щит, чтобы уберечь от гибели.

### Прятки
Предатель известен всем остальным игрокам с самого начала раунда. Задача членов экипажа — выжить до окончания таймера, прячась от предателя. Выполненные задания уменьшают таймер. У членов экипажа есть счётчик опасности, показывающий, насколько близко находится предатель. После окончания таймера начинается «Последняя охота». Предатель получает значительное увеличение скорости, а также карту, которая показывает местоположение оставшихся игроков.

## Разработка и выпуск

### Ранняя разработка
| 2018 | - Android/iOS - Windows                                                   |
| 2019 | - Mira HQ - Polus                                                         |
| 2020 | Nintendo Switch                                                           |
| 2021 | - The Airship - PlayStation 4, PlayStation 5, - Xbox One, Xbox Series X/S |
| 2022 | - Among Us VR - Режим «Прятки»                                            |
| 2023 | The Fungle                                                                |

Игра была вдохновлена командной ролевой игрой с детективным сюжетом «Мафия», а также научно-фантастическим фильмом ужасов «Нечто». Идея игры пришла в голову Маркусу Бромандеру, одному из создателей Innersloth, который играл в нечто похожее на «Мафию» в детстве. По его воспоминаниям, роль в этой игре определялась выпавшей картой, а игроки «бесцельно» бродили по дому, в то время как один из них тайно убивал других игроков, проводя пальцем по их шее. Бо́льшая часть этой механики попала в Among Us, но разработчики хотели «уменьшить потребность в интересной планировке дома и скучных блужданиях». Команда решила, что игра будет на космическую тематику. Кроме того, были добавлены задания, которые, по словам Фореста Уилларда, программиста Innersloth, «несколько раз менялись в процессе разработки».
Разработка игры началась в ноябре 2017 года. Изначально Among Us задумывалась как локальная многопользовательская игра только для мобильных устройств с одной локацией. Бромандер приостановил разработку другой игры Innersloth, The Henry Stickmin Collection, чтобы создать первую карту для Among Us под названием The Skeld. Во время разработки первой карты, команда предполагала, что космический корабль всегда будет находиться в критическом состоянии. Также, в отличие от финальной игры, предатели тоже могли выполнять задания: в то время как члены экипажа пытались спасти корабль, выполняя задания, предатели выполняли задания неправильно. Однако разработчики обнаружили, что это было «слишком напряжённо и не оставляло много времени для детективной работы и содержательных дискуссий на собраниях». Уиллард описал тестирование игры как «болезненное и разочаровывающее», поскольку она постоянна выходила из строя во время сессий. Тестировали игру восемь человек, сама команда и их друзья. Ни разу не проводился тест с девятью или десятью игроками. Игра была разработана на движке Unity. Разработчики работали в 3D-редакторе, используя двухмерные игровые ассеты. Они применили технику параллакса для создания иллюзии двухмерности и некоторых визуальных эффектов.
Игра была выпущена для Android и iOS 15 июня 2018 года. После релиза среднее количество одновременных игроков составляло 30—50 человек. По словам Бромандера, плохой старт был связан с тем, что Innersloth «действительно плохо разбирается в маркетинге». Команда несколько раз чуть не отказалась от проекта, но продолжала работать над ним из-за «небольшой, но активной базы игроков». Добавлялись онлайн-мультиплеер, новые задания и возможности кастомизации. Игра была выпущена в Steam 16 ноября 2018 года. Началась поддержка кросс-платформенной игры. Изначально игра имела только локальный мультиплеер. У неё не было звукового сопровождения, чтобы роли не раскрылись другим игрокам случайно. После релиза Steam-версии в игру были добавлены звуковые эффекты, составленные Уиллардом из различных библиотек звуков.
8 августа 2019 года Innersloth выпустила вторую карту, MIRA HQ. Третья карта, Polus, была добавлена 12 ноября 2019 года. Изначально доступ к MIRA HQ и Polus игроки могли купить за 4 доллара США. Цены были снижены до двух долларов 6 января 2020 года, а 11 июня 2020 года карты стали бесплатными. По словам Уилларда, команда «работала над [игрой] намного дольше, чем нам, вероятно, следовало бы с чисто деловой точки зрения», выпуская обновления примерно раз в неделю. Бромандер рассказывал, что у студии было достаточно сбережений, чтобы продолжать работать над игрой, даже несмотря на то, что продавалась она не особенно хорошо.

### Отменённый сиквел и обновления
В августе 2020 года команда переключила внимание на сиквел, Among Us 2. Тем не менее обновления оригинальной игры продолжались. Путём добавления отдельных серверов для трёх регионов максимальное количество одновременных игроков было увеличено с 300 тысяч до примерно одного миллиона. 23 сентября 2020 года команда объявила, что отказалась от разработки сиквела в пользу переделки кодовой базы оригинальной игры, которую они описали как «устаревшую и не созданную для поддержки добавления такого количества нового контента». В дальнейшем команда объявила о своих планах усовершенствовать сервера и устранить широко распространённую проблему читерства. Также было объявлено о планах внедрить систему бана нарушающих правила игроков. В октябре 2020 года в версию Among Us для Steam были добавлены подсказки для дальтоников во время задания по соединению разноцветных проводов, а также несколько опций для настройки лобби.
В середине февраля 2021 года был добавлен «быстрый чат», который заменяет стандартный интерфейс чата серией предустановленных фраз, из них игроки должны выбирать подходящие. Игроки младше 13 лет обязаны использовать «быстрый чат». Если указанный игроком возраст больше 13 лет, то он может воспользоваться обычным чатом, который позволяет набирать текстовые сообщения. Впервые анонсированная на The Game Awards 2020, карта The Airship была выпущена 31 марта 2021 года. Среди нововведений на The Airship — новые задания, лестницы, летающие платформы, возможность выбрать место появления на карте после старта игры или собраний. В качестве скина было добавлено лицо ведущего The Game Awards Джеффа Кейли. Сама карта основана на воздушном корабле клана Шляпок из вселенной Henry Stickmin. Innersloth также заявила, что карта будет бесплатной для всех игроков.
С этим обновлением также была внедрена система учётных записей. Она позволяет сообщать об игроках, которые не соблюдают Кодекс поведения Innersloth. Наказания за нарушения включают в себя как временные, так и перманентные баны. Innersloth заявила, что отчёты будут просматриваться вручную, а не ботами. Создание учётной записи потребуется, если игрок захочет воспользоваться текстовым чатом или настроить свой ник. Игрокам младше 13 лет потребуется разрешение их родителей на создание учётной записи. В третью годовщину выхода игры вышло обновление, среди прочего добавившее новые цвета для скинов, а также увеличившее максимальное количество игроков в одном лобби до 15.
9 ноября 2021 года было выпущено крупное обновление, которое ввело четыре новые роли (оборотень, инженер, учёный и ангел-хранитель), достижения, систему уровней, поддержку контроллера, пользовательские привязки клавиш, различные внутриигровые валюты и многое другое. 31 марта 2022 года была добавлена система друзей, которая позволяет игрокам видеть, с кем они недавно играли, отправлять и получать запросы в друзья или приглашения в игру, а также возможность блокировать игроков. На The Game Awards 2022 8 декабря 2022 года был анонсирован игровой режим «Прятки», который вышел на следующий день.
Во время Nintendo Direct 14 сентября 2023 года была анонсирована пятая карта, «The Fungle». Выпуск состоялся 24 октября 2023.

### Выпуск на консолях
На фоне популярности Innersloth рассматривала возможность выпуска игры для консолей PlayStation 4 и Xbox One, но столкнулась с проблемой в реализации коммуникации игроков, поскольку стандартный текстовый или голосовой чат казался непригодным для использования. Они рассматривали систему, аналогичную применяемой в Rocket League, а также возможность разработки совершенно новой системы связи внутри игры. Позже были анонсированы версии игры для консолей Xbox.
Версия Among Us для Nintendo Switch была анонсирована 15 декабря 2020 года на Indie World, и вышла в тот же день. Версия Switch поддерживает кросс-платформенную игру с версиями для мобильных устройств и для Windows. Этот порт был опубликован PlayEveryWare. После выпуска версия Switch содержала эксплойт, позволяющий получить доступ к карте The Airship ещё до её официального релиза в начале 2021 года. Эксплойт был исправлен через два дня после выпуска в первом обновлении версии для Switch.
В октябре 2021 года было объявлено, что Among Us будет выпущена для консолей PlayStation 4, PlayStation 5, Xbox One и Xbox Series X/S 14 декабря 2021 года, одновременно с выпуском на Xbox Game Pass. Также сообщалось, что физические релизы для консолей будут доступны в Европе в тот же день, в то время как в Северной Америке они будут выпущены в январе 2022 года. Эти версии поддерживают кросс-платформенную игру с существующими версиями для Windows, Switch и мобильных устройств. Для доступа к онлайн-мультиплееру на консолях PlayStation и Xbox требуются платные подписки (PlayStation Plus и Xbox Live Gold соответственно). В версии для Playstation стали доступны эксклюзивные аксессуары, основанные на серии видеоигр Ratchet & Clank.

### Among Us VR
На The Game Awards 2021 была анонсирована отдельная версия Among Us для виртуальной реальности под названием Among Us VR. Разработанная Innersloth совместно с Schell Games и Robot Teddy, игра была выпущена 10 ноября 2022 года для Meta Quest 2 и Windows через Steam, также была анонсирована версия для PlayStation 5 через PlayStation VR2. Её релиз запланирован на 2023 год.
Игровой процесс Among Us VR схож с оригинальной игрой, но ведётся от первого лица в 3D. Наряду с новыми, были воссозданы некоторые задания из оригинальной игры. По состоянию на 2023 год доступно две локации — Skeld II и Polus Point.

## Популярность

### Всплеск 2020 года
Несмотря на то, что Among Us была выпущена в 2018 году, всплеск её популярности произошёл только в середине 2020 года, первоначально благодаря контенту по ней от авторов из Южной Кореи и Бразилии. Бромандер тогда заявлял, что игра более популярна в Мексике, Бразилии и Южной Корее, чем в США. По словам Уилларда, стример Sodapoppin впервые популяризировал игру на Twitch в июле 2020 года. Многие другие стримеры и ютуберы последовали его примеру, включая таких известных деятелей, как xQc, Pokimane, Shroud, Ninja, MrBeast, Disguised Toast и PewDiePie.
Причиной популярности Among Us часто называлось то, что она позволяла общаться, несмотря на социальное дистанцирование в условиях пандемии COVID-19.
Эмма Кент из Eurogamer считает, что выпуск The Henry Stickmin Collection от той же Innersloth также способствовал популярности Among Us. Уэс Фенлон из PC Gamer отметил, что Twitch-стример SR_Kaif стримил игру ещё с января 2020 года, «подготавливая Among Us к её переломному моменту». По словам М. Дж. Льюиса из Wired, Among Us, наряду с Fall Guys и The Jackbox Party Pack, помогла избежать «культурной травмы» в ходе пандемии.
Популярность игры сохранялась в течение последующих месяцев. YouTube сообщил, что видео об Among Us были просмотрены 4 миллиарда раз в сентябре 2020 года, а видео в TikTok, связанные с Among Us, набрали более 13 миллиардов просмотров в октябре 2020 года. Ютубер CG5 в сентябре 2020 года выпустил песню по мотивам игры под названием «Show Yourself», музыкальный клип на которую за четыре месяца набрал более 60 миллионов просмотров. В сентябре 2020 года количество загрузок игры превысило 100 миллионов, а количество одновременных игроков выросло до 1,5 миллиона (почти 400 тысяч из которых приходились на версию в Steam). В конце сентября количество одновременных игроков достигло пика в 3,8 миллиона. Внезапное увеличение числа игроков привело к перегрузке игрового сервера, который, по словам Уилларда, был «абсолютно бесплатным сервером Amazon, и это было ужасно». Он был вынужден работать сверхурочно, чтобы решать эту проблему.
Популярность Among Us также привела к резкому увеличению числа загрузок мобильного приложения Discord в сентябре 2020 года до 800 000 в день.

### Мемы и моды
В августе 2020 года Innersloth открыла интернет-магазин мерчендайза по Among Us. Множество оригинальных песен, фан-артов и интернет-мемов были навеяны игрой. Уиллард выразил мнение, что контент, созданный фанатами, «является действительно лучшей частью» Among Us, а Бромандер назвал фанатское творчество «своим любимым зрелищем». Игра популяризировала сленговое слово «sus», означающее «suspicious» или «suspect» (подозрительный, подозреваемый). Оно вылилось в производные «sussy» и «sussy baka», а также в интернет-мем «When the imposter is sus» («Когда предатель вызывает подозрения»), который обычно используется вместе с отредактированной фотографией стримера Jerma985. В сентябре 2022 года «sus» было добавлено в словарь Merriam-Webster. Другими примечательными мемами являются «Амогус», искажённое название игры и её перерисованный персонаж, и феномен «Among Us everywhere» («Among Us повсюду»), заставляющий пользователей интернета видеть персонажей из Among Us в повседневных вещах.
В сентябре 2020 года, на фоне всплеска популярности, произошло скандальное событие: игроки из киберспортивной команды ВМС США, играя в Among Us, выбрали для персонажей ники, отсылающие к слову «ниггер» («Gamer Word») и атомным бомбардировкам Японии («Japan 1945» и «Nagasaki»). Некоторые зрители сочли это «оскорбительным» и «неприемлемым». Служащий, ответственный за стрим, был исключён из команды. В октябре 2020 года американские конгрессвумен Александрия Окасио-Кортес и Ильхан Омар организовали совместно со стримерами Pokimane и Хасаном Пикером на Twitch стрим с целью призыва голосовать на президентских выборах в США 2020 года. Стрим собрал почти 700 000 зрителей.
Сообщество игры создало ряд модов, добавляющих в игру новые роли, игровые режимы, скины и другое. Among Us стала частью Twitch Rivals 2020, игрового онлайн-турнира, который состоялся 4 декабря 2020 года. Во время мероприятия игроки смогли получить эксклюзивного питомца «Glitch Pet», представляющего собой логотип Twitch.

#### Куриный МакНаггетс
В мае 2021 года один из пользователей eBay выставил на онлайн-аукцион куриный МакНаггетс из BTS Meal от McDonald’s. Пользователю показалось, что наггетс похож на персонажа из Among Us. Решение выставить наггетс на аукцион было также вдохновлено аукционом 2017 года на чипс Cheetos, похожий на гориллу Харамбе, который был продан за 99 900 долларов США. Начальная цена составляла всего 0,99 доллара, однако через два дня поступила первоначальная ставка в размере 14 969 долларов. В результате наггетс был продан анонимному покупателю за 99 997 долларов. Официальный аккаунт Xbox в Twitter написал, что «за такую цену он должен подаваться с сычуаньским соусом», тоже продуктом McDonald’s, который также выставляли на интернет-аукционы по абсурдным ценам. На это предложение продавец ответил: «У меня есть сычуаньский [соус], и по просьбе покупателей я отправлю немного вместе с наггетсом». Несколько новостных агентств рассказали об аукционе, приводя его как пример абсурдной цены, вызванной интернет-мемами. За этим последовали другие попытки продать похожие наггетсы в надежде извлечь выгоду из популярности оригинального объявления. Несколько сторонников теории заговора QAnon распространили в TikTok слухи о том, что высокие цены на подобных объявлениях были прикрытием для торговли детьми. В 2022 году наггетс был признан Книгой рекордов Гиннесса «самым дорогим куриным наггетсом, проданном на онлайн-аукционе». В октябре того же года чилийский производитель мяса Super Pollo в партнёрстве с Innersloth запустил в термосферу Земли собственный куриный наггетс в форме персонажа Among Us.

### Спам-атака
В середине октября 2020 года хакер, известный как Эрис Лорис (Eris Loris), организовал спам-атаку на Among Us. Игроки сообщали, что он взламывал их лобби и рассылал спам в игровом чате с рекламой своего канала на YouTube, ссылками на свой Discord-сервер и политическими высказываниями. Эрис Лорис угрожал лично взломать игроков, которые откажутся подписаться на его канал на YouTube. Было обнаружено, что Discord-сервер содержит большое количество оскорбительного контента, такого как расистские высказывания и изображения жестокого обращения с животными.
23 октября 2020 года Eurogamer опубликовало статью, содержащую интервью с человеком, называющим себя Эрис Лорис, проведённое через Discord-сервер. В интервью Лорис утверждает, что он создал бота, ответственного за атаку, «всего за шесть часов» и привлёк до 50 добровольцев для формирования ботнета, который увеличил её силу. Лорис утверждал, что атака затронула 4,9 миллиона игроков в 1,5 миллионах лобби. Он добавил, что это было частью рекламного трюка, направленного на то, чтобы побудить игроков проголосовать за Дональда Трампа на президентских выборах в США 2020 года.
22 октября Innersloth добавила внутриигровое сообщение, предупреждающее игроков об атаке, и опубликовала заявление в «Твиттер» на следующий день. Команда заявила, что «прекрасно осведомлена» о проблеме спам-атаки, и что для борьбы с ней будет выпущено «экстренное обновление сервера». Они призвали игроков пользоваться частными лобби и избегать игр в общедоступных до выхода этого обновления. В конце января 2021 года игроки сообщали в «Твиттере» о новой спам-атаке Эриса Лориса с рекламой читов для Among Us.

### Обвинения в провоцировании самоубийств
В ноябре 2020 года в Казахстане по родительским чатам в WhatsApp и Telegram распространилось голосовое сообщение, в котором некая женщина заявила, что Among Us, которую она произносила как «Амонг Аус», якобы «доводит детей до самоубийства» — по её словам, «она на первый взгляд представляет собой „бродилку-ходилку“, в которой сначала даются безобидные задания, но со временем они становятся страшнее». В качестве примера женщина привела безымянную девочку из некой 34-й школы, которая покончила с собой из-за того, что «Амонг Аус» дала ей задание повеситься. Вскоре после этого созданный при поддержке властей Казахстана ресурс StopFake заявил, что на территории страны никакого подобного самоубийства не было зафиксировано, а Министерство информации и общественного развития Казахстана не выявило какого-либо вреда от Among Us.

## Критика
| Сводный рейтинг       | Сводный рейтинг           |
| Агрегатор             | Оценка                    |
| --------------------- | ------------------------- |
| Metacritic            | PC: 85/100 Switch: 79/100 |
| Иноязычные издания    |                           |
| Издание               | Оценка                    |
| 4Players              | 68/100                    |
| Game Informer         | 8/10                      |
| IGN                   | 9/10                      |
| Jeuxvideo.com         | 14/20                     |
| Nintendo Life         | 8/10                      |
| Push Square           | 7/10                      |
| Русскоязычные издания |                           |
| Издание               | Оценка                    |
| StopGame.ru           | «Изумительно»             |

Among Us была хорошо принята критиками. На сайте-агрегаторе Metacritic её порт для ПК получил оценку 85 из 100 на основе 9 отзывов критиков, в то время как версия для Nintendo Switch получила оценку 79 из 100 на основе 9 отзывов критиков, оба указывают на «в целом благоприятные отзывы». Также она заняла 17-е место в списке «Лучших игр на ПК 2018 года», составленном на основе оценок на Metacritic. IGN признал её одной из лучших игр 2020 года на основании рецензий редакции.
Эллиот Осанж из Bonus Stage счёл, что «играть за предателя гораздо веселее». Крейг Пирсон из Rock, Paper, Shotgun придерживался того же мнения, назвав игру за члена экипажа «утомительной». Упоминая о популярности игры среди стримеров, Эвелин Лау из The National написала: «Наблюдать за реакцией людей, пытающихся угадать, кем является предатель (и иногда сильно ошибающихся) или ужасно врущих о том, что они не предатели, — всё это довольно забавно». Элис О’Коннер из Rock, Paper, Shotgun описала игру как «„Мафию“ или „Оборотня“, но с мини-играми». Эндрю Пенни из TheGamer написал, что игра «стоила того в плане цены» и что «то, с кем вы играете, определяет, насколько увлекательной будет игра». Обозреватель Тиракса из Jeuxvideo.com высоко оценила режим свободной игры, который предлагает новым игрокам «самостоятельно просматривать карту, чтобы ориентироваться в локациях», поскольку им нужно будет сыграть несколько раундов, прежде чем «усовершенствовать свои стратегии».
Уэс Фенлон из PC Gamer описал Among Us как лучшую видеоигру-адаптацию «Мафии», с которой он сталкивался. Он сравнил её с Town of Salem и Werewolves Within, которые, по его мнению, «лишь добавляли интерфейс» к классическим правилам.
Лиана Хафер из IGN заявила в своём обзоре на игру: «У меня нет никаких сомнений в том, что это будет последняя игра в своём роде, которая произведёт фурор, поскольку мы уже видим её влияние даже на такие мегаигры, как Fortnite». Из минусов она указала на некоторые технические проблемы, такие как трудность поиска доступных лобби. Она также посетовала на отсутствие «механики наказания игроков, которые в ярости бросают игру, когда им не удается сыграть за предателя, или после убийства». Тиракса из Jeuxvideo.com была более критична к игре, сетуя на отсутствие встроенного голосового чата, ошибки серверов, которые «[мешают] некоторым присоединиться к вечеринке совершенно необъяснимым образом», публичные лобби с незнакомцами, которые она сочла «менее интересными», чем частные лобби для друзей. Она заявила, что игре предстоит «пройти небольшой путь, прежде чем она полностью раскроет свой потенциал». Бесплатная мобильная версия игры подверглась критике. Эллиот Осанж из Bonus Stage назвал наличие рекламы и встроенных в приложение покупок, которые в основном доступны бесплатно в версии для ПК, «ерундой». Он назвал версию для ПК «стабильной», но также заявил, что в случае версии для Android ситуация различается в зависимости от устройства.
Версия для Nintendo Switch подверглась некоторой критике. Уильям Антонелли из Insider писал, что элементы управления Switch обеспечивают «удовлетворительный игровой отклик на многие задания». Однако большинство из них можно «быстро выполнить с помощью сенсорного управления Switch», которое работает только тогда, когда консоль находится в ручном режиме. Он отметил, что многие задания в игре сложно выполнить с помощью геймпада, который требуется, когда консоль подключена к экрану большего размера. Он также заявил, что система общения «разочаровывает», поскольку использование джойстика для выбора букв «медленное», и заявил, что тот факт, что в игре есть поддержка кросс-платформенного мультиплеера, даёт игрокам Switch «непосредственный недостаток». В целом, он счёл эту версию «уступающей» мобильным версиям и порту на ПК. Пи Джей О’Рейли из Nintendo Life отметил, что на Switch отсутствовала бо́льшая часть дополнительного контента, доступного на других платформах, такого как скины, что он назвал «досадным».
Игорь Ерышев из StopGame.ru отметил, что хоть игра не стала новаторской, её разработчики создали «выверенный, продуманный с точки зрения дизайна продукт», в котором «хватает любопытных находок, но при этом каждая деталь идеально подогнана под нужды детективного геймплея». Из минусов он отметил технические проблемы с серверами и проблему читерства. Те же недостатки отметил Михаил Казачкин из iXBT Games. Он в целом благосклонно отозвался об Among Us, назвав её «выдающейся и уникальной» игрой, которая передаёт «атмосферу фантастического триллера и всеобщего недоверия».
Among Us часто сравнивали с Fall Guys, поскольку они обе стали популярными социальными играми в период пандемии COVID-19; также отмечалась внешняя схожесть персонажей. Разработчики обеих игр положительно отозвались друг о друге в Twitter. Among Us также сравнивалась с фильмом «Нечто», компьютерными играми Town of Salem, Werewolves Within и настольной игрой Secret Hitler.

### Продажи и загрузки
По оценке Steam Spy, по состоянию на сентябрь 2020 года игру в Steam приобрели более 10 миллионов человек. Associated Press отметило, что игра была самым загружаемым приложением в iOS App Store для iPhone и iPad в октябре 2020 года. Согласно SuperData Research, по состоянию на ноябрь 2020 года количество игроков по всему миру составляло около 500 миллионов, причём на бесплатную мобильную версию приходилось 97 %, а на платную версию для ПК — 3 % игроков. При этом версия для ПК приносила 64 % валового дохода от игры. Among Us стала одной из самых продаваемых игр 2020 года в Steam, попав в платиновую категорию списка «Топ 100 лучших игр года». В декабре 2020 года было продано 3,2 миллиона цифровых копий версии игры для Nintendo Switch, что сделало её самой прибыльной версией игры за месяц и одной из самых продаваемых игр на Nintendo Switch.
Among Us предлагалась в качестве бесплатной игры в Epic Games Store в течение одной недели в мае 2021 года. Среднее ежедневное количество игроков подскочило примерно с 350 000 за несколько недель до этого до более чем 2 миллионов во время раздачи. 29 июня 2021 года Innersloth сообщила в Twitter, что в этот период было продано по меньшей мере 15 миллионов копий.
По данным Apptopia, Among Us стала самой популярной мобильной игрой 2020 года. Её скачали 264 миллиона раз по всему миру, из них 41 миллион — в США.

### Награды
| Награда                                   | Дата церемония       | Категория                         | Итог      | Ист.            |
| ----------------------------------------- | -------------------- | --------------------------------- | --------- | --------------- |
| Golden Joystick Awards 2020               | 24 ноября 2020 года  | Прорыв года                       | Победа    | [ 196 ]         |
| The Game Awards 2020                      | 10 декабря 2020 года | Лучшая мобильная игра             | Победа    | [ 197 ] [ 198 ] |
| The Game Awards 2020                      | 10 декабря 2020 года | Лучшая многопользовательская игра | Победа    | [ 197 ] [ 198 ] |
| Steam Awards 2020                         | 3 января 2021 года   | «Любимое дитя»                    | Номинация | [ 33 ] [ 199 ]  |
| Nickelodeon Kids' Choice Awards           | 13 марта 2021 года   | Любимая видеоигра                 | Победа    | [ 200 ]         |
| Webby Awards                              | 18 мая 2021 года     | Прорыв года                       | Победа    | [ 201 ] [ 202 ] |
| Mobile Games Awards                       | 20 июля 2021 года    | Лучший инди-разработчик           | Победа    | [ 203 ] [ 204 ] |
| International Game Developers Association | 27 августа 2021 года | Комьюнити-менеджмент              | Победа    | [ 205 ]         |
| App Store Awards                          | 2 декабря 2021 года  | Connections                       | Победа    | [ 206 ]         |
| British Academy Games Awards              | 7 апреля 2022 года   | Развивающаяся игра                | Номинация | [ 207 ]         |

## Наследие
Разработчики Among Us устраивали коллаборации и кроссоверы с другими играми и студиями. Первой такой игрой была Fall Guys, разработчики которой добавили в неё скины на тему Among Us. Персонажи из Among Us появлялись в качестве камео в инди-играх Astroneer, Space Warlord Organ Trading Simulator, Cosmonious High, Samurai Gunn 2, и Fraymakers. Несколько внутриигровых стикеров в A Hat in Time отсылают к Among Us. В крупном обновлении, разработанном в сотрудничестве с Innersloth, инди-разработчик Triband добавил персонажей и 35 уровней по тематике Among Us в игру What the Golf?. Несколько карт на тему Among Us добавлены в карточную игру The Binding of Isaac: Four Souls Requiem.
В Among Us также были добавлены тематические скины и аксесуары из других игр. Так, Innersloth и Riot Games устроили коллаборацию, чтобы привнести в Among Us аксесуары на тематику мультсериала «Аркейн». Кроме того, Innersloth организовали кроссоверы с франшизами Halo, Ratchet & Clank и «Крик». Также был добавлен скин, отсылающий к Бенуа Бланку, персонажу из фильма «Достать ножи: Стеклянная луковица». Аксесуры, отсылающие на игру Destiny 2, были добавлены одновременно с выходом дополнения Destiny 2: Lightfall 28 февраля 2023 года. Innersloth коллаборировались с BT21, плакаты на тематику Among Us использовались для рекламы фильма «Главный герой».
В августе 2021 года Epic Games добавила в Fortnite временный игровой режим «Impostors», очень напоминающий Among Us. В режиме были представлены те же механики, что и в Among Us, а место действия напомнинало карту The Skeld. При этом авторство Innersloth не указывалось. Innersloth негативно отреагировала на этот режим. Соучредитель студии Маркус Бромандер заявил: «Неужели действительно так сложно приложить на 10 % больше усилий, чтобы внести в это свой вклад?», а представитель студии Каллум Андервуд сказал, что Innersloth открыта для сотрудничества: «Просто спросите, и если вы будете следовать некоторым основным правилам, обычно всё будет в порядке». Впоследствии в октябре 2021 года в своём Twitter Epic Games назвала Innersloth и Among Us вдохновителями режима «Impostors». 17 июня 2022 года Epic и Innersloth объявили о сотрудничестве между Fortnite и Among Us.
Популярность Among Us привела к появлению её клонов. Примером успешного клона является игра Goose Goose Duck. В январе 2023 года она достигла пика в 700 тысяч одновременных игроков в Steam, превзойдя оригинал с рекордом в 438 тысяч. Она получила популярность благодаря южнокорейскому певцу и участнику группы BTS Киму Тхэхёну, который сыграл в неё на стриме в Weverse. Ввиду отсутствия китайской локализации оригинальной игры, в Китае в 2020 году рейтинг игр App Store возглавил её клон, Werewolf Among Us.
Игра Hidden Agenda, созданная под влияниям Among Us, используется в области мультиагентного обучения с подкреплением, чтобы показать, что агенты искусственного интеллекта способны осваивать различные формы социального поведения, включая партнёрство и голосование, без необходимости общения на естественном языке.

## Адаптации
28 декабря 2021 года H2 Interactive, издатель Among Us в Японии, объявила о грядущем выпуске ваншот-манги по мотивам игры в апрельском номере Bessatsu CoroCoro.
27 июня 2023 года было подтверждено, что CBS Studios работает над анимационным сериалом, основанным на Among Us, от создателя «Бесконечного поезда» Оуэна Денниса. 15 марта 2024 года появилась информация о том, что главные роли в мультсериале озвучат американские актёры Рэндалл Парк, Иветт Николь Браун, Элайджа Вуд и Эшли Джонсон. 7 июня 2024 года на Summer Game Fest был показан первый тизер сериала, однако информация о дате выхода и о сервисе, который будет транслировать шоу, не уточнялась.

## Комментарии
1. 1 2 3  Более известен как PuffballsUnited[8].
2. 1 2 3  Более известен как ForteBass[10].
3. ↑  Стилизована как Among Us! в App Store[12] и Space Mafia в ссылке игры для Google Play[13]. При разработке сиквела игра имела ретроним Among Us 1[14][15][16][17].
4. ↑  До обновлений 2021 года максимальное число игроков составляло 10.
5. ↑  Администратор лобби может настроить количество игроков с каждой из этих ролей.
6. ↑  Игра автоматически объявляет победу в пользу предателей, если число членов экипажа уменьшается до числа предателей.
7. ↑  Если член экипажа самостоятельно покинул игру, то все его задания автоматически считаются выполненными.
8. ↑  Некоторое время такая способность была только у предателей, но с добавлением новых ролей она появилась у инженеров.
9. ↑  Перед началом раунда она может быть отключена администратором лобби.
10. ↑  Во время критических саботажей экстренные совещания нельзя созвать с помощью кнопки, но о трупах всё равно можно сообщить.
11. ↑  Изгнание сопровождается анимацией, различающейся на разных картах. Например, на The Skeld изгнанного игрока выбрасывают в открытый космос, а на Polus — скидывают в лаву. Поверх анимации появляется надпись, объявляющая роль изгнанного игрока. Администратор лобби может отключить её перед началом раунда.
12. ↑  Живые игроки могут общаться друг с другом только во время собраний.
13. ↑  Количество призраков с этой ролью также может быть настроено администратором лобби.
14. ↑  Например, звук убийства члена экипажа предателем мог раскрыть игрокам поблизости кем был предатель.
15. ↑  Азия, Европа, Северная Америка.
16. ↑  Популярность песни привела к появлению двух её продолжений, «Lyin' To Me» и «Good To Be Alive», выпущенных в ноябре 2020 и феврале 2021 годов соответственно.